# Endotrichum schmidii
Endotrichum schmidii là một loài rêu trong họ Pterobryaceae. Loài này được (Müll. Hal.) A. Jaeger mô tả khoa học đầu tiên năm 1877.